# 雀家翫之助
雀家 翫之助（すずめや かんのすけ）は、落語家の名跡。
代々代数不明。初代は雀屋を用いた。
- 初代雀屋翫之助 - 下記にて詳述
- 雀屋翫之助 - 後∶初代三遊亭遊三
- 雀屋翫之助 - 後∶三遊亭花圓遊
- 雀屋翫之助 - 後∶三笑亭芝雀

初代雀屋 翫之助（すずめや かんのすけ、生没年不詳）は、主に天保期に活躍した落語家。俗称「勇治良」。
江戸下谷で八百屋を営む伊三郎の弟で俗称「勇治良」という。
初代隅田川馬石の門弟で初代隅田川馬好、から二代目金原亭馬之助の門下で金原野翫之助から雀々屋翫之助を経て初代雀屋翫之助。安政末ごろまで存命が確認される。歌舞伎出身だけあって大道具芝居掛け噺を得意とした。